# میکله ریوندینو
میکله ریوندینو (ایتالیایی: Michele Riondino؛ زادهٔ ۱۴ مارس ۱۹۷۹) یک هنرپیشه اهل ایتالیا است.
از فیلم‌ها یا برنامه‌های تلویزیونی که وی در آن نقش داشته‌است می‌توان به لئوپاردی و بوکاچیوی شگفت‌انگیز اشاره کرد.